# Engelsk Springer Spaniel
Engelsk Springer Spaniel (FCI Nr. 125) er en stødende jagthund.
Racen er af ren afstamning og menes at være den ældste af alle jagthunde. Engelsk Springer Spaniel blev oprindelig brugt til at finde vildtet og jage vildtet op under jagtform med net, falke eller greyhounds. I dag anvendes Engelsk Springer Spaniel til at finde vildtet under jagt, støde det op og apportere det efter skuddet.
Er ikke egnet som byhund.